# Hot & Slow
Hot & Slow är ett samlingsalbum av den tyska hårdrocksgruppen Bonfire från 1997.

## Låtlista
| Nr  | Titel                              | Kompositör                                              | Längd |
| --- | ---------------------------------- | ------------------------------------------------------- | ----- |
| 1.  | You Make Me Feel                   | Ziller, Lessmann                                        | 4:44  |
| 2.  | Rock N' Roll Cowboy (Acoustic Mix) | Lessmann, Ziller                                        | 5:12  |
| 3.  | The Stroke                         | Squier                                                  | 4:26  |
| 4.  | Give It A Try                      | Lessmann, Ziller, Maier-Thorn, Deisinger                | 4:32  |
| 5.  | Don't Touch the Light              | Ziller, Maier-Thorn, Lessmann                           | 4:32  |
| 6.  | Fantasy                            | Lessmann, Ziller, Maier-Thorn, Deisinger                | 4:41  |
| 7.  | Take My Heart And Run              | Lessmann, Voss-Schön                                    | 5:54  |
| 8.  | Whos' Foolin' Who                  | Ribler, Schleifer, Lessmann, Ziller                     | 3:52  |
| 9.  | S.D.I.                             | Lessmann, Ziller, Maier-Thorn                           | 5:47  |
| 10. | Sleeping All Alone                 | Ponti, Turner, Lessmann, Ziller, Maier-Thorn, Deisinger | 3:33  |
| 11. | Why Is It Never Enough             | Ziller, Lessmann                                        | 4:11  |
| 12. | Fight For Love                     | Schleifer, Lessmann                                     | 5:11  |
| 13. | Sweet Obsession                    | Ponti, Turner, Lessmann, Ziller, Maier-Thorn, Deisinger | 3:08  |
| 14. | Look of Love                       | Deisinger, Schleifer, Lessmann                          | 4:34  |
| 15. | Cold Days                          | Lessmann, Ziller, Maier-Thorn, Deisinger                | 4:24  |
| 16. | Rivers of Glory                    | Schleifer, Lessmann                                     | 4:54  |
| 17. | Feels Like Comin' Home             | Lessmann, Ziller                                        | 4:35  |

## Bandmedlemmar
- Claus Lessmann - sång, bakgrundssång, gitarr & bas
- Hans Ziller - gitarr & bakgrundssång